# 6897 Tabei
6897 Tabei (1987 VQ) là một tiểu hành tinh vành đai chính được phát hiện ngày 15 tháng 11 năm 1987 bởi A. Mrkos ở Klet.